# دانشگاه سیراکیوس
دانشگاه سیراکیوس (به انگلیسی: Syracuse University) یک دانشگاه تحقیقاتی خصوصی در شهر سیراکیوس واقع در ایالت نیویورک آمریکا می‌باشد که در سال ۱۸۷۰ میلادی تأسیس شده‌است.

## فارغ التحصیلان دانشگاه سیراکیوس
فهرست برخی از این دانش‌آموختگان برجسته در زیر آمده‌است:
- جو بایدن، رئیس جمهور ایالات متحده؛
- رابرت جارویک وزیر بهداشت و خدمات درمانی سابق ایالات متحده
- آیلین کالینز اولین فرمانده زن شاتل فضایی
- رابرت جارویک مخترع اولین قلب مصنوعی
- مرتضی قریب عضو هیئت علمی دانشگاه کلتک
- ولید بن طلال سرمایه‌گذار  و عضو خانواده سلطنتی عربستان
- ابوالقاسم بختیار اولین پزشک متخصص ایرانی و بنیانگذار دانشکده پزشکی دانشگاه تهران
- رجوا آل السیف همسر ولیعهد اردن

## قربانیان بمب‌گذاری تروریستی
در بیست و یک دسامبر سال ۱۹۸۸، سی و پنج دانشجوی دانشگاه سیراکیوس در بمب‌گذاری تروریستی پرواز پان آمریکن بر فراز لاکربی، اسکاتلند، کشته شدند. دانشجویان در بازگشت از یک برنامه تحصیلی خارج از کشور در اروپا بودند
.

## نگارخانه

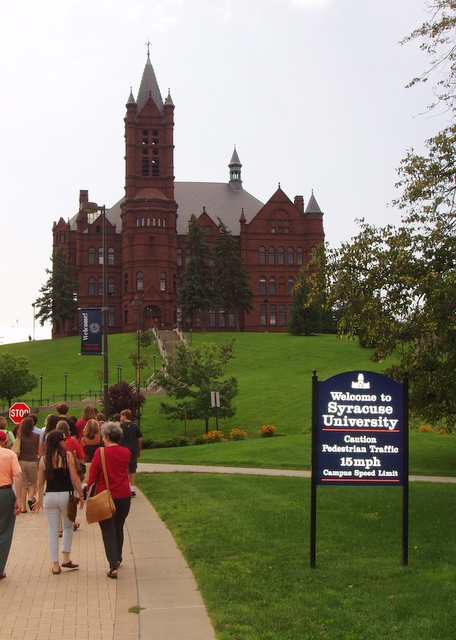
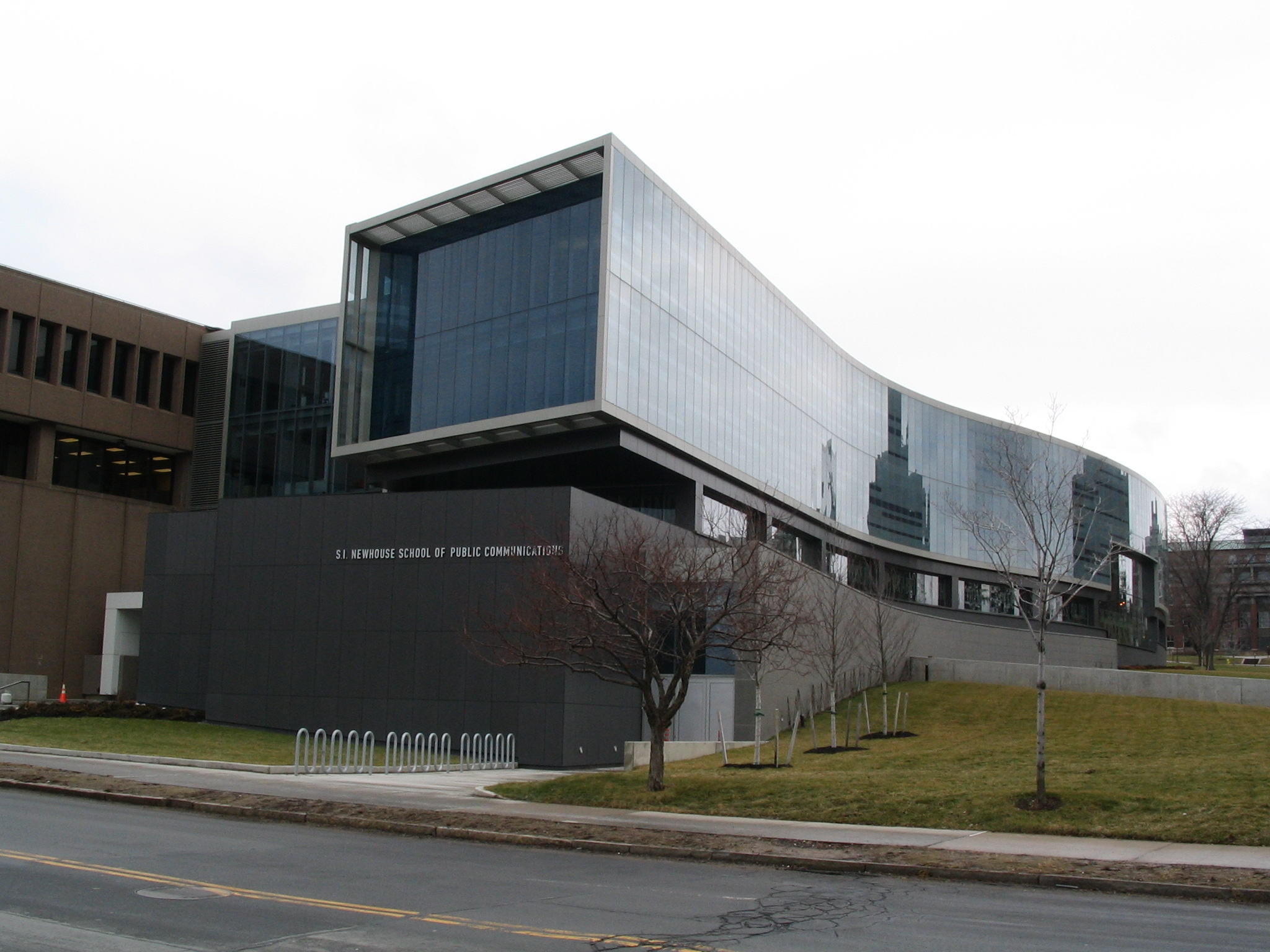
ساختمان مرکز ارتباطات «نیوهاوس»